# Zuiderzeemuseum

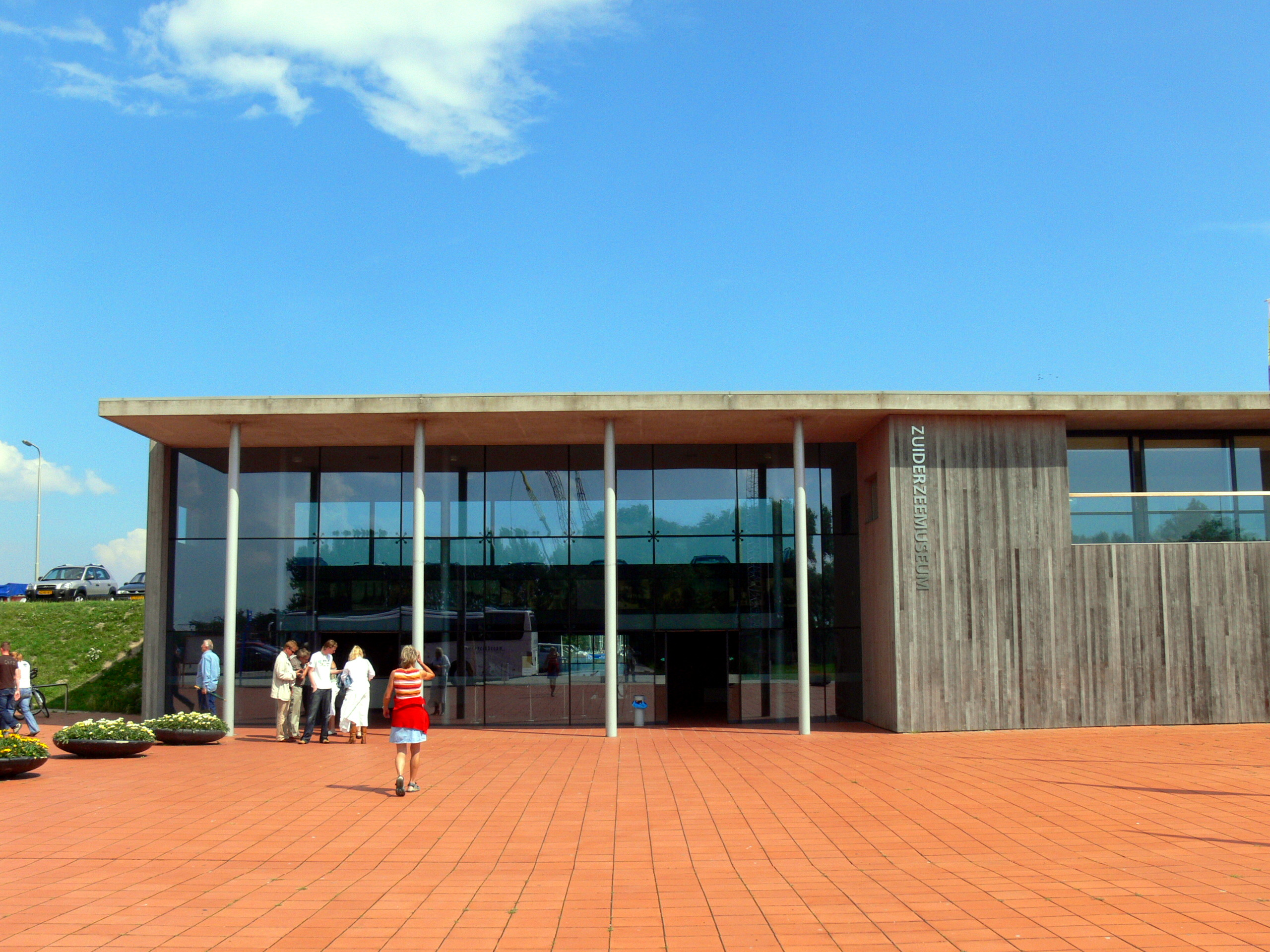
Eingangshalle vor dem Fähranleger (2006)

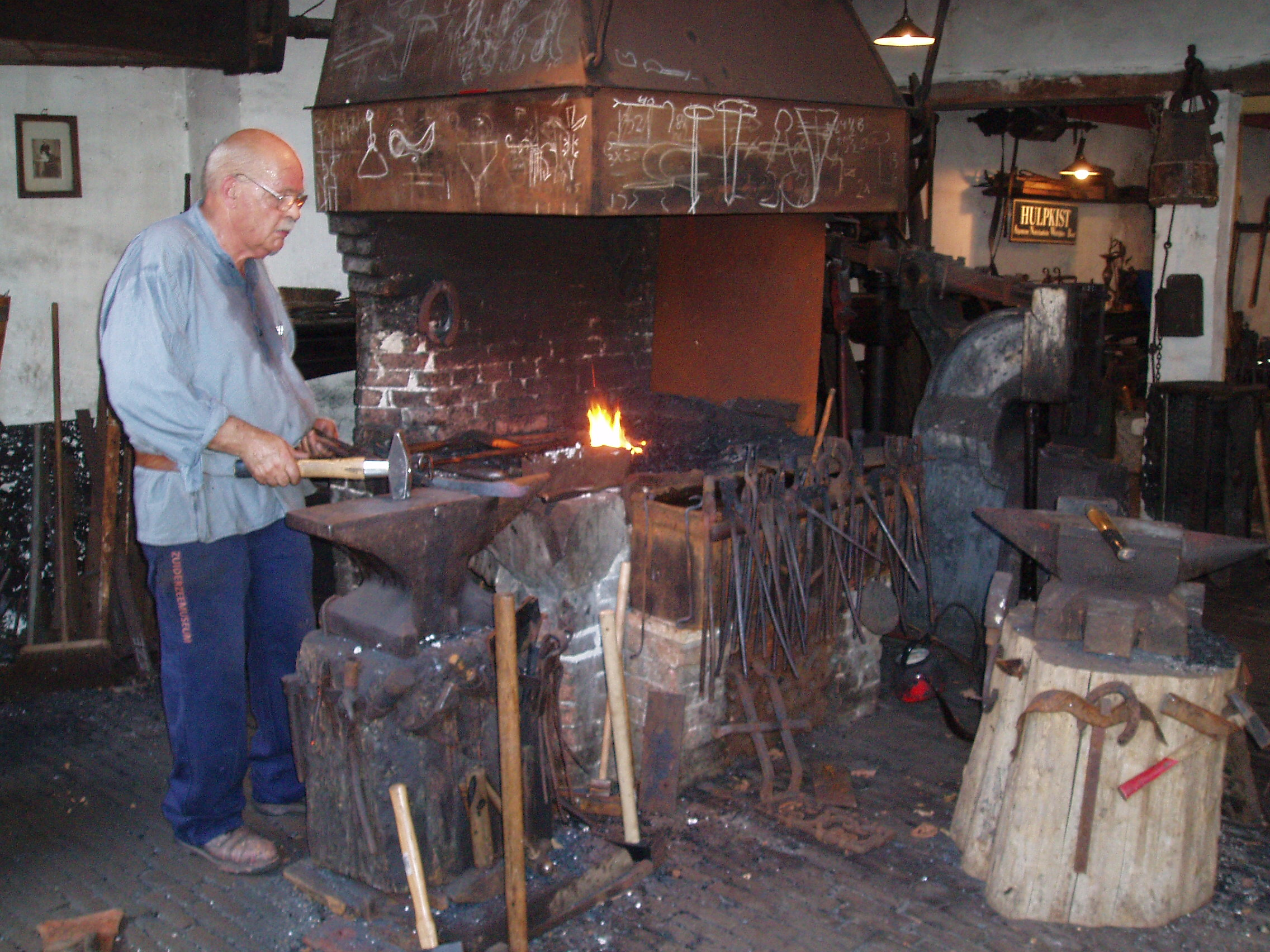
Demonstration alter Handwerksberufe (2007)

Das Zuiderzeemuseum ist ein Rijksmuseum in Enkhuizen, Provinz Nordholland in den Niederlanden. Es liegt in der Nähe des Hafens von Enkhuizen und ist nach der ehemaligen Zuiderzee (heute IJsselmeer) benannt. Das Museum wurde 1984 als Europäisches Museum des Jahres ausgezeichnet.
Das Museum besteht aus zwei Teilen: dem Buitenmuseum (Außenmuseum), also dem Freilichtgelände, und dem Binnenmuseum (Innenmuseum), das vor allem in hölzernen Lagerhäusern aus dem 17. Jahrhundert untergebracht ist. Einige Gebäude und viele Exponate stammen aus der Zeit um 1900. Die meisten dieser Gebäude sind verklinkert.
Die beiden Teile des Zuiderzeemuseums sind etwa ein Kilometer voneinander entfernt und fußläufig vom Ortskern Enkhuizens aus zu erreichen.

## Geschichte
Als Vorläufer des Museums gilt eine Ausstellung zur Zuiderzee, die 1930 im Wilhelminapark in Enkhuizen gezeigt wurde. Gezeigt wurden Häuser aus Pappe und Bewohner in Tracht aus den Dörfern rund um die Zuiderzee. Der Zweite Weltkrieg verhinderte danach vorerst eine weitere Entwicklung.
Im Mai 1947 wurde der Verband der Freunde des Zuiderzee-Museums gegründet und am 16. Januar 1948 das Königliche Dekret zur Gründung des Rijksmuseums Zuiderzee Museum unterzeichnet. Der erste Direktor des Museums war Jan Bouma, der sich in seiner Zeit als Direktor des niederländischen Freilichtmuseum in Arnheim zwischen 1942 und 1948 bereits mit den Plänen für ein Museum über das Leben rund um den ehemaligen Zuiderzee beschäftigt hatte. 1950 wurde das Binnenmusem eröffnet.

## Binnenmuseum
Das Binnenmuseum besteht aus einer Reihe von in situ erhaltenen und rekonstruierten Gebäuden aus dem 17. Jahrhundert, von denen einige früher von der Niederländischen Ostindien-Kompanie verwendet wurden. Hauptattraktion ist die „Schepenhal“ (Schiffshalle) mit einer Ausstellung von historischen Booten aus der früher bedeutenden Fischerei in der Zuiderzee sowie einiger Schiffe für den Segelsport. Unter diesen Booten befindet sich die Sperwer (Sperber), ein Boeier der einst im Besitz des englischen Abenteurer Merlin Minshall war. Er benutzte dieses Boot um in den 1930er-Jahren in seinen Flitterwochen von England über die Donau bis zum Schwarzen Meer zu segeln. Später wiederholte er die Reise für den englischen Geheimdienst. Zu sehen ist weiterhin eine historische „Midzwaardjacht“.
Darüber hinaus sind auch noch andere Exponate aus der Zuiderzeeregion zu sehen. Unter anderem Gemälde, Möbel, Werkzeuge, Trachten und eine Dokumentation über den Walfang.

## Buitenmuseum (Freilichtmuseum)
Im Außengelände sind ein typisches Zuiderzeestädtchen und ein Fischerdorf aus der Zeit zwischen 1700 und 1900 aufgebaut worden. Die zahlreichen Gebäude stammen nicht alle aus der Umgebung um Enkhuizen, sondern wurden aus diversen Ortschaften rund um das IJsselmeer in das Museum gebracht.

### Geschichte

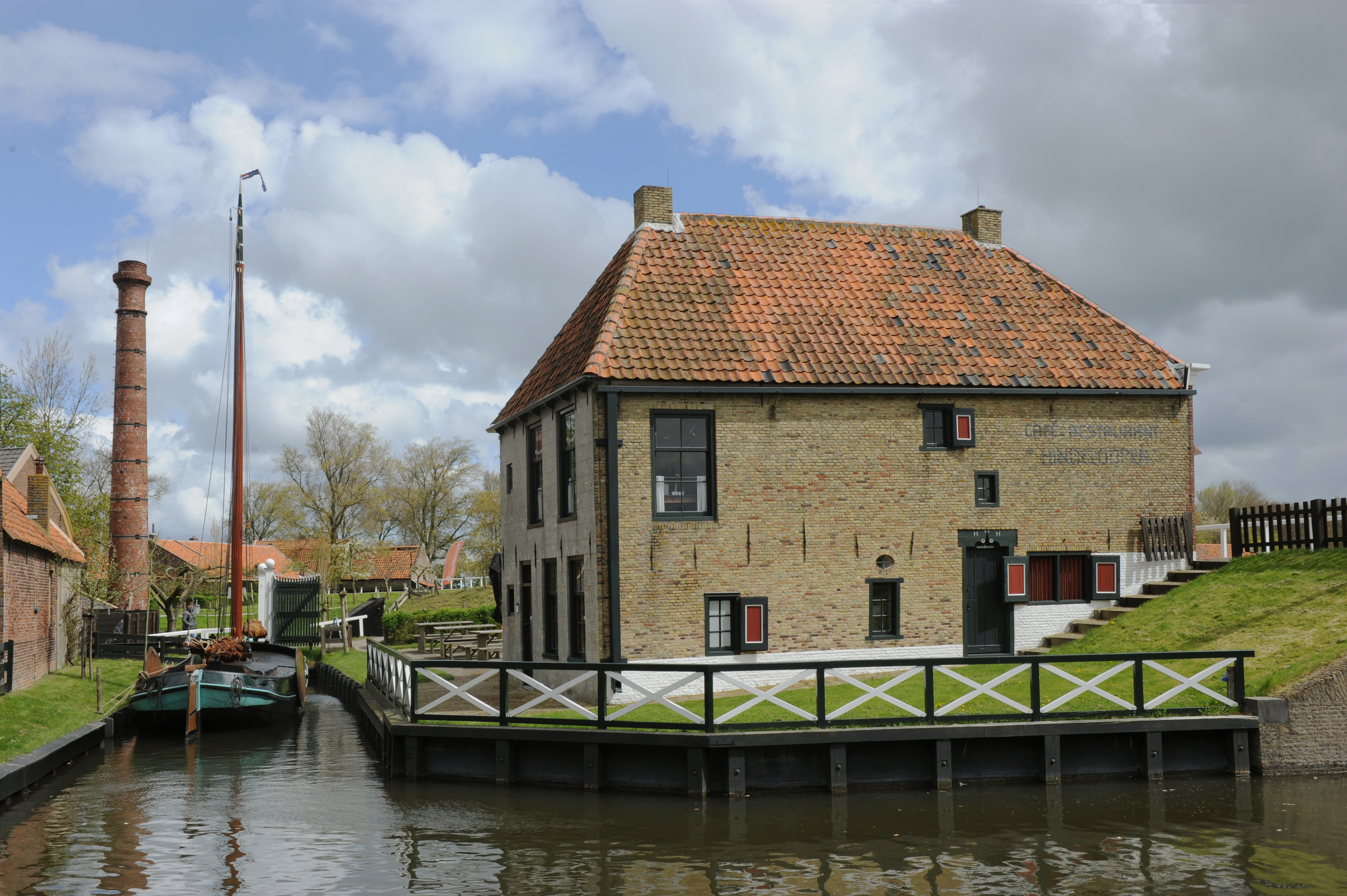
Deichhaus aus Hindeloopen

Das Freilichtmuseum in Enkhuizen wurde am 6. Mai 1983 als Teil des Zuiderzee Museums von Königin Beatrix eröffnet. Das Gelände wurde zuvor von den Zuiderzeewerken als Lagerplatz für den Bau des Damms nach Lelystad benutzt. Das erste Gebäude, das 1948 in den Besitz des Zuiderzee Museums gelangte, war ein Haus (dijkhuis) aus Hindeloopen. Es steht heute auf dem Damm zum Hafen und beherbergt seit 2016 ein Cafe.

### Beschreibung
Das Freilichtmuseum besteht aus mehreren Teilen: dem Markerhaven, dem Kirchdorf, der Stadsgracht, dem Polder, dem Kalkofen, einem Wasserspielplatz für Kinder und einem Naturgebiet mit Picknickplatz, einem Entenfängerhäuschen und einer Rekonstruktion eines westfriesischen Bauernhofs aus der Bronzezeit. Neben dem Kalkbrennofen befindet sich der Hafen, an dem die vom Parkplatz kommenden Boote anlegen.
Der Hafen Markerhaven ist eine verkleinerte Kopie des Hafens der ehemaligen Insel Marken der dort 1840 angelegt wurde. Im Hafengelände befinden sich auch mehrere Gebäude aus Marken, Volendam und Monnickendam. Darunter ein Schlachthaus, die Rekonstruktion der Residenz Sibirien aus Marken, eine Rekonstruktion des Hellingschuppens aus Marken und eine Rekonstruktion einer Werft, deren Original im Niederländischen Freilichtmuseum in Arnheim steht.
Der Zugang vom Hafen zum Kirchdorf erfolgt über eine schmale Straße, die nach dem Vorbild der Vuldnerstraat in Harderwijk angelegt wurde. Diese führt über eine Klappbrücke und hat als Anlieger einen Bonbon-Laden, einen Korbmacher und eine Schmiede.
Das erste für das Freilichtmuseum errichtete Gebäude war die Gasthuiskapel, Kapelle des mittelalterlichen Siechenhauses in Den Oever. Die Kapelle wurde in der Ortslage nach dem Vorbild der Kirche in Oosterend auf Texel wiedererrichtet. Rund um die Kapelle befindet sich das Kirchdorf mit Postamt, Bank, Druckerei, und mehreren Handwerksbetrieben.
Östlich an das Kirchdorf grenzt die Stadsgracht (Stadtgraben). Die Häuser an der westlich von ihr verlaufenden Einkaufsstraße sind Bauten aus dem zwanzigsten Jahrhundert in den Städten und Dörfern an der Zuiderzee nachempfunden. Westlich der Gracht befinden sich ein Metzger, ein Original-Käse-Lagerhaus aus Landsmeer, eine Konditorei und eine Apotheke mit den berühmten „Gaper“. Auf der östlichen Seite der Gracht sind Häuser im friesischen Stil mit einem ländlichen Charakter aufgebaut. Sie beherbergen unter anderem eine landwirtschaftliche Kreditbank und eine Dampf-Wäscherei.

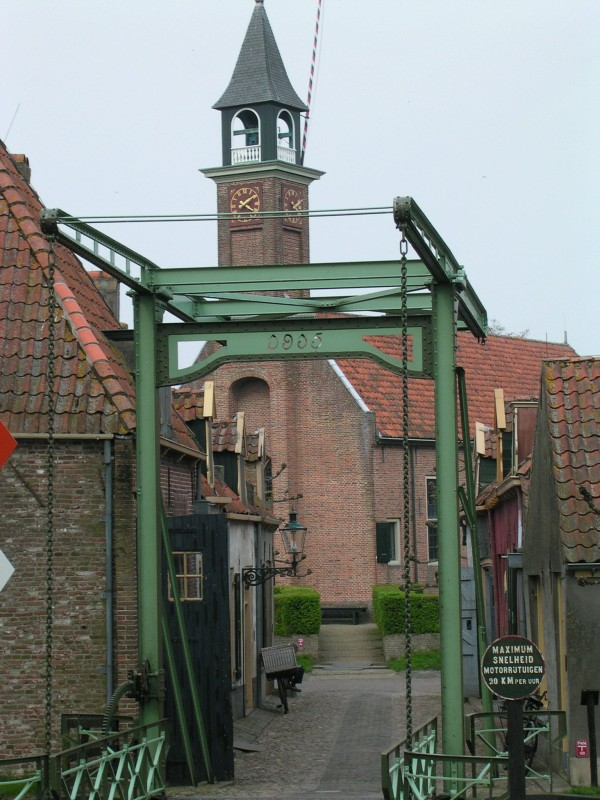
Eingang in das Kirchdorf
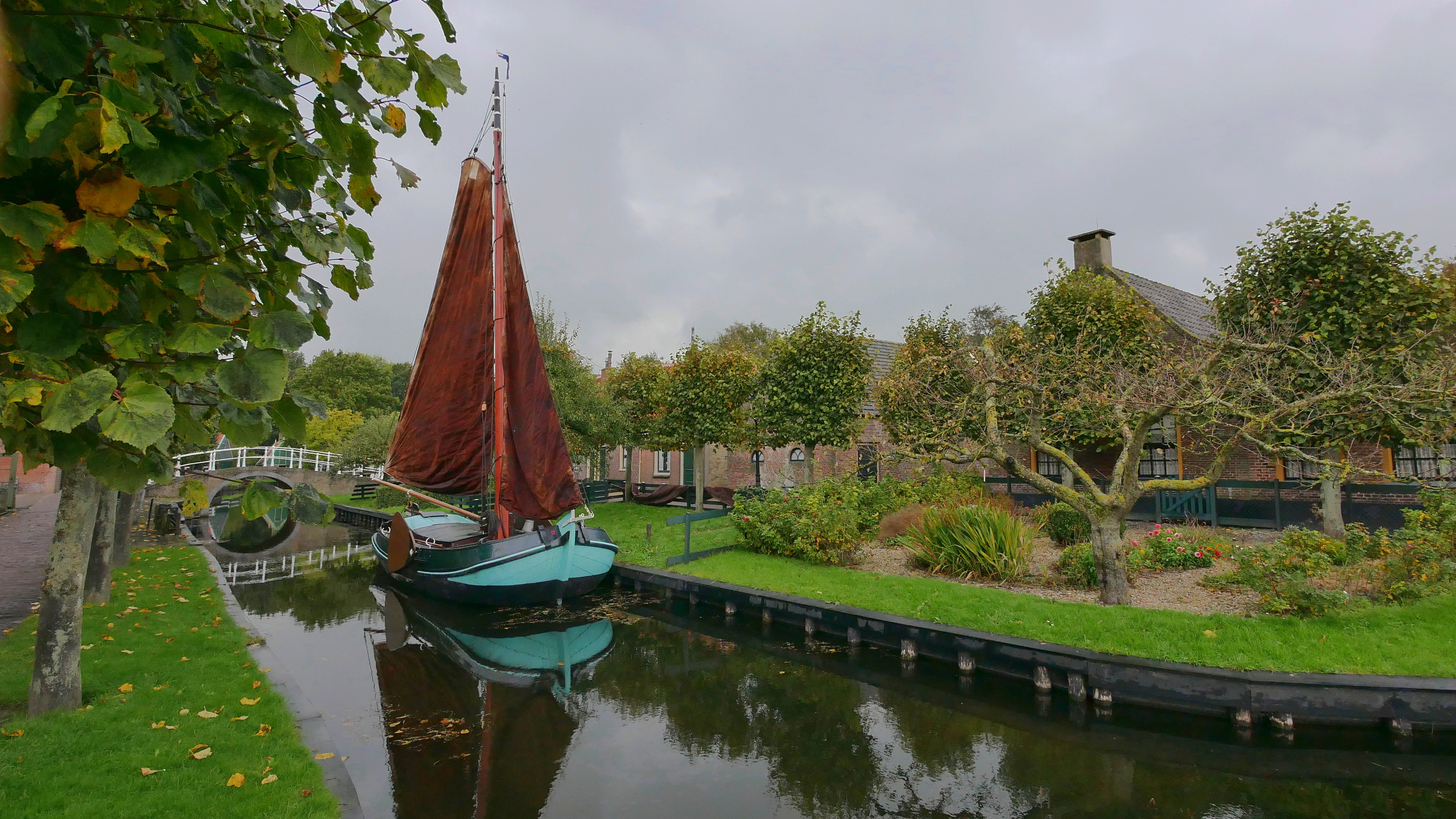
Stadsgracht
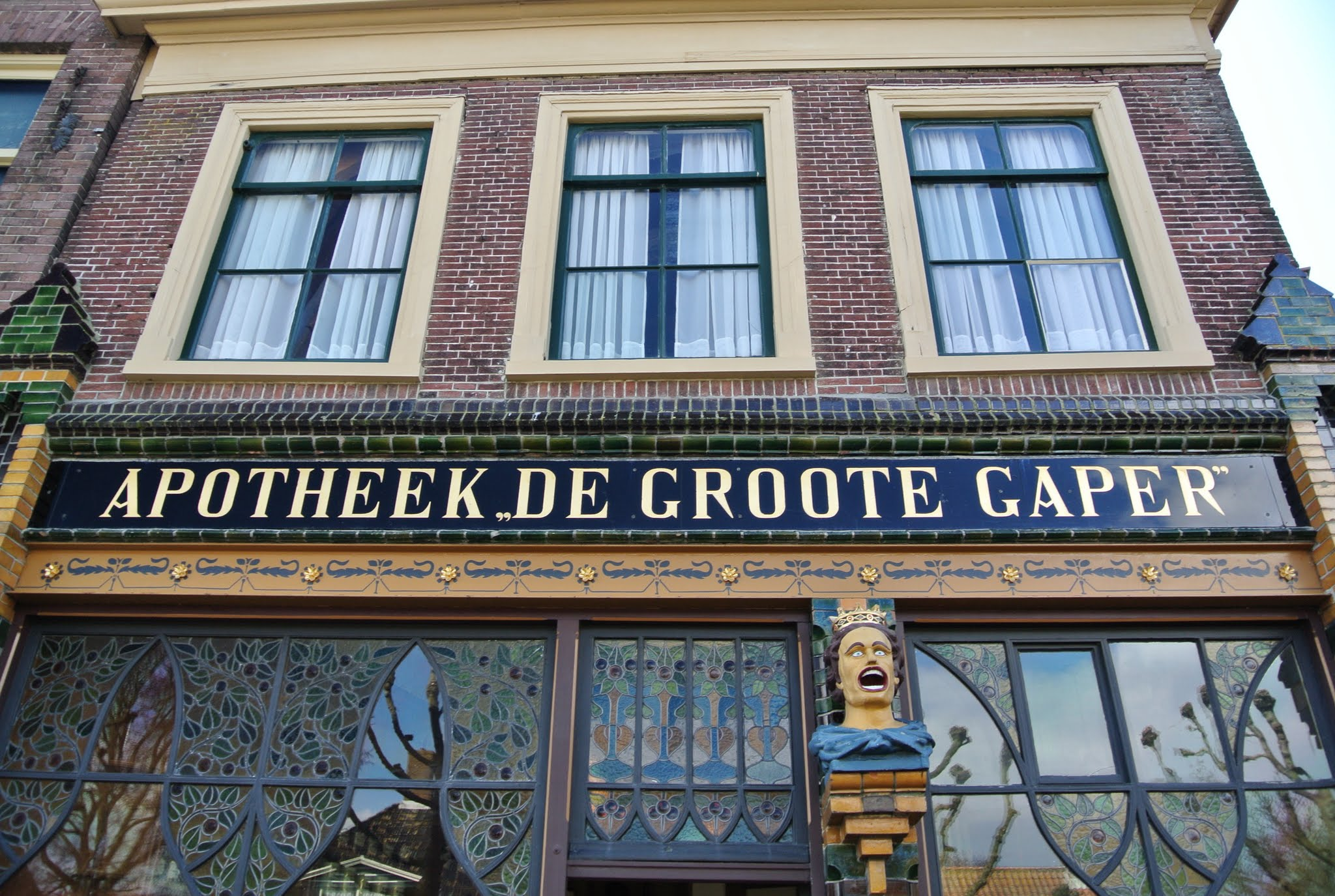
Apotheke „De Groote Gaper“
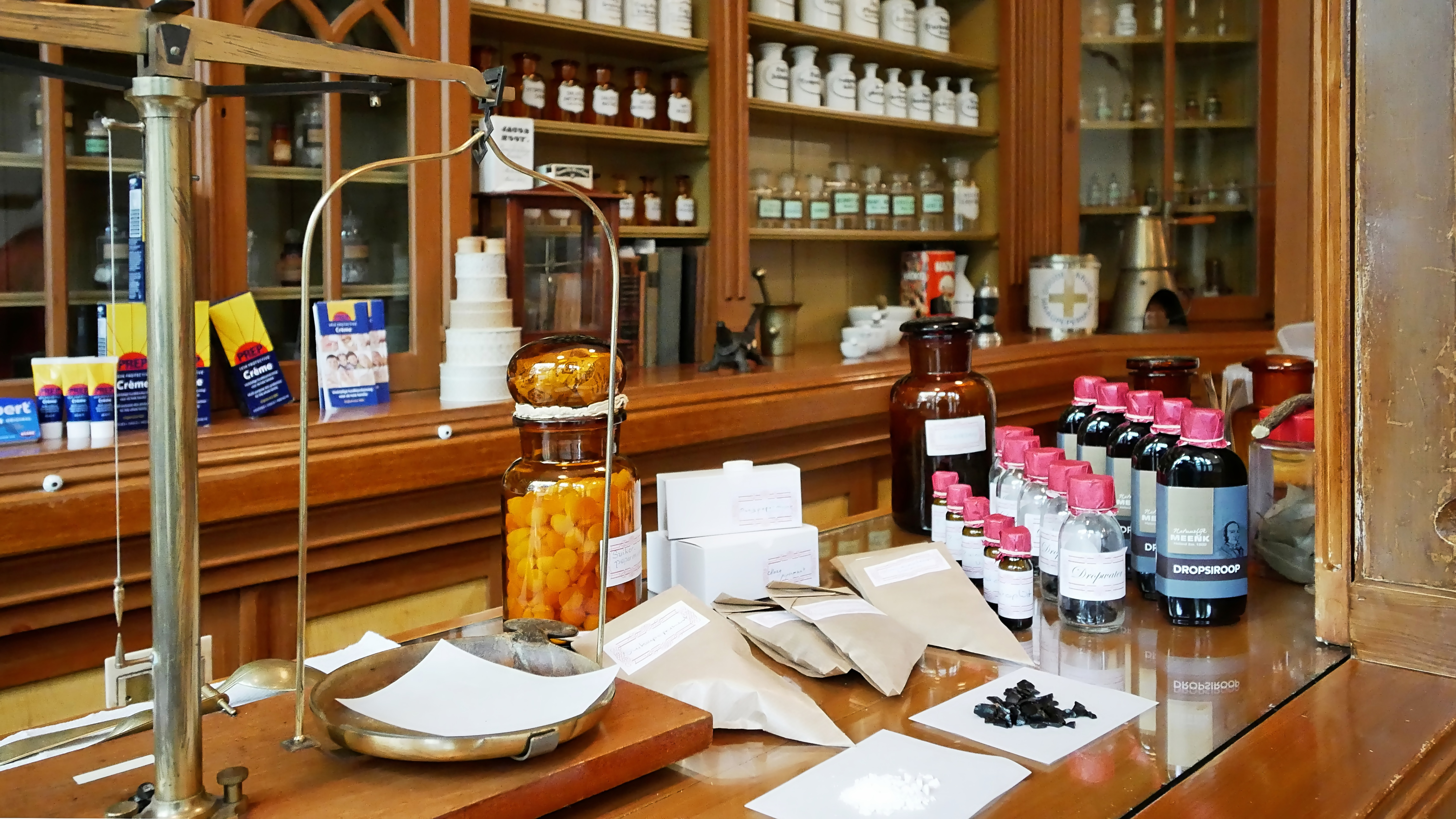
Apotheke von innen
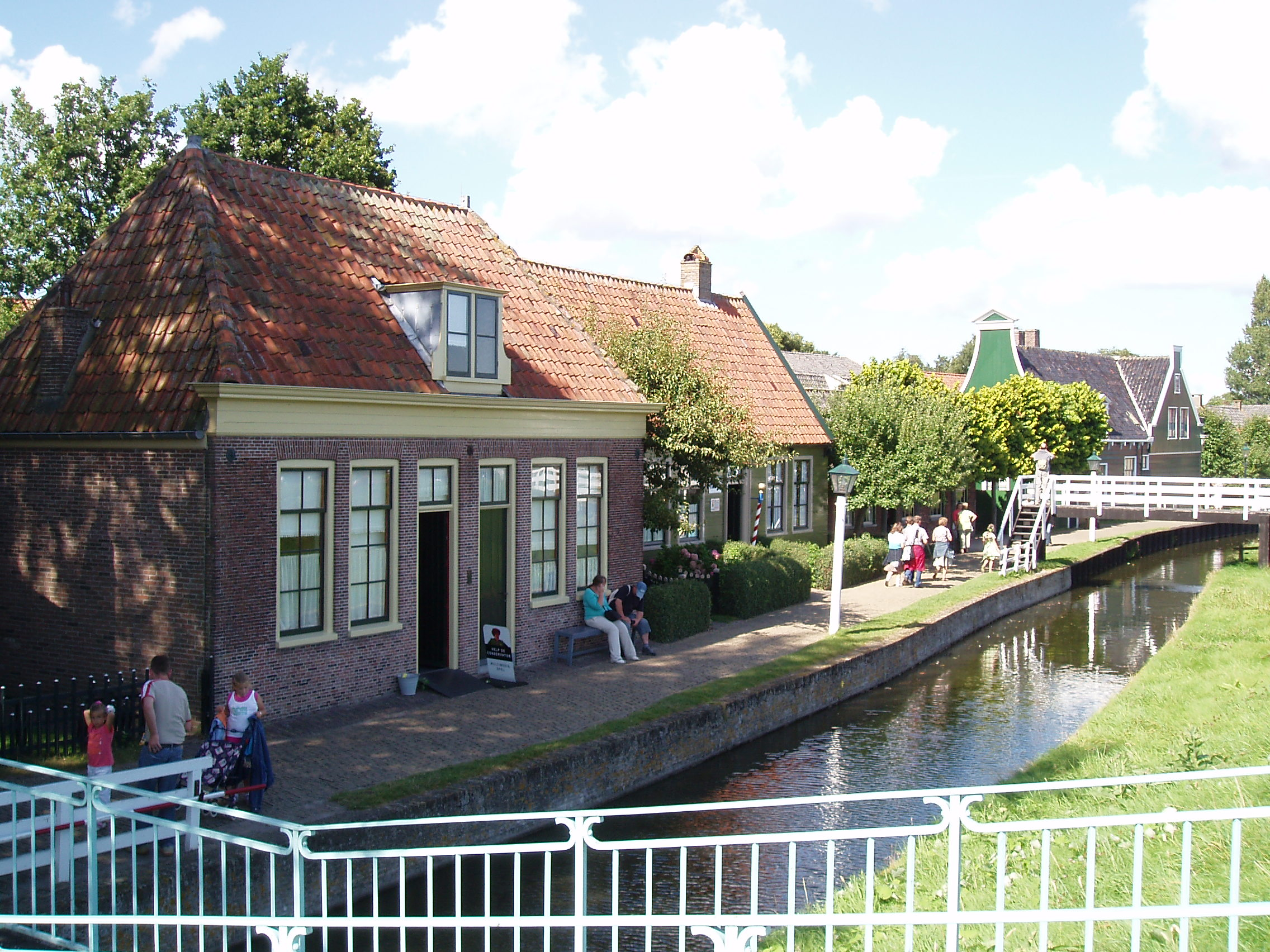
Gracht
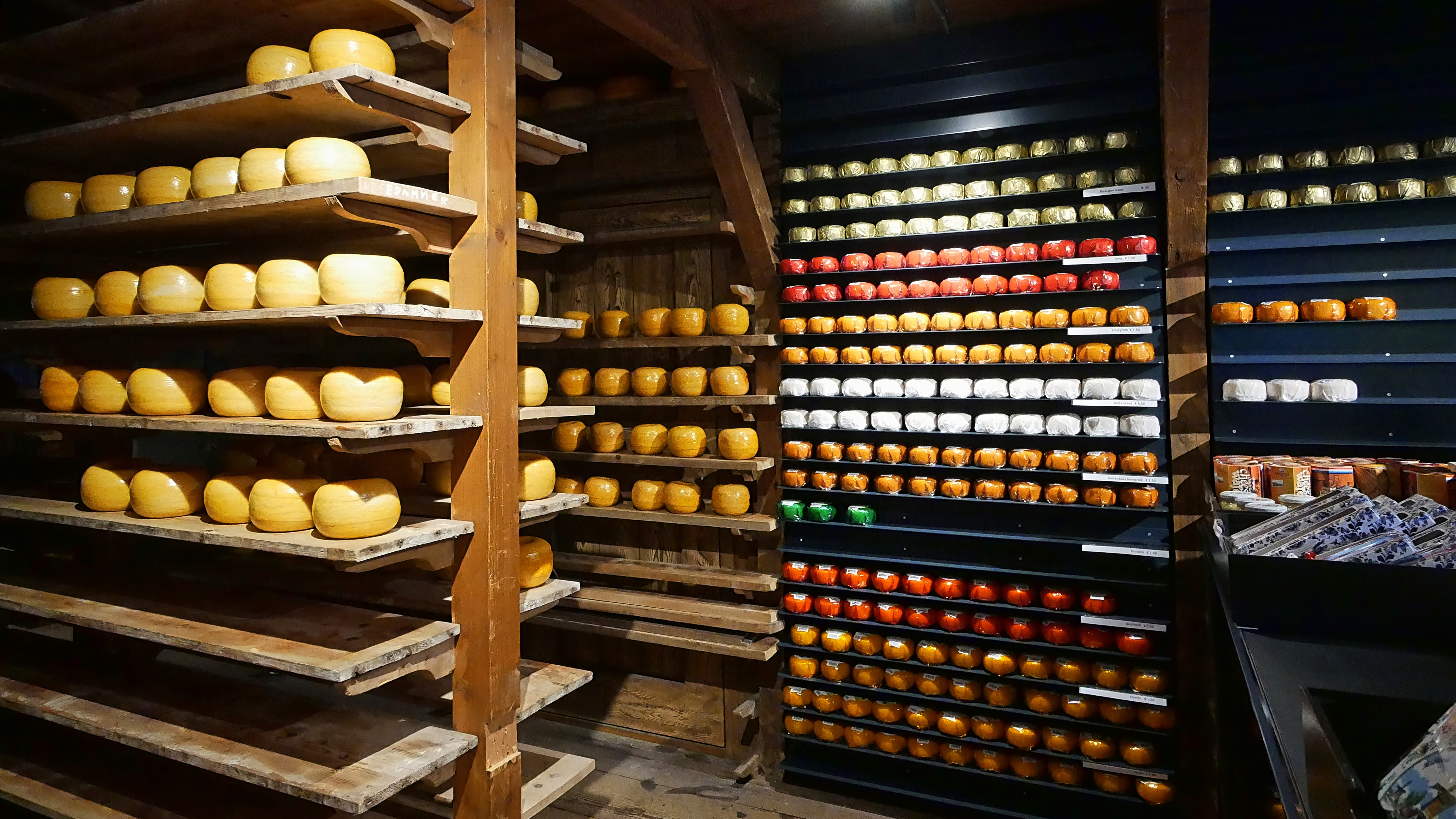
Käseladen

Hinter dem friesischen Teil der Stadsgracht liegt das Fischerdorf. Die Struktur des Fischerdorfs ist eine nahezu identische Kopie der Struktur des Dorfes Zoutkamp in der Provinz Groningen. Eine Reihe von Gebäuden aus Zoutkamp konnten en bloc im Museum aufgebaut werden. Weitere Häuser im Dorf stammen aus den Orten Urk, Moddergat, Vollenhove, Kampen und Monnickendam. Die Urker Häuser stehen dabei auf einem Hügel – genauso wie im Original. Die Häuser sind im Stil von 1905 eingerichtet. In einem Haus ist eine Bürstenmacherei rekonstruiert.
Im Norden des Fischerdorfs liegt der nach dem Vorbild von Savoren gestaltete Polder. Polder liegen gewöhnlich unterhalb des Meeresspiegels, was einen dauernden Kampf gegen das Wasser bedeutet. Im Polder steht eine Mühle, die, wenn der Wasserstand des Grabens zu hoch wird, das Wasser nach oben pumpen kann. Anhand einer archimedischen Schraube wird demonstriert, wie die Niederländer den Boden entwässerten. In dem Polder steht das Fischerhäuschen aus Koehool. In diesem wird Fisch geräuchert. Für die Museumsbesucher besteht die Möglichkeit auf einer Feldschute mitzufahren. Auf diesen Booten transportierten bis in das 20. Jahrhundert hinein die Bauern ihre Waren vom Feld zum Hof.

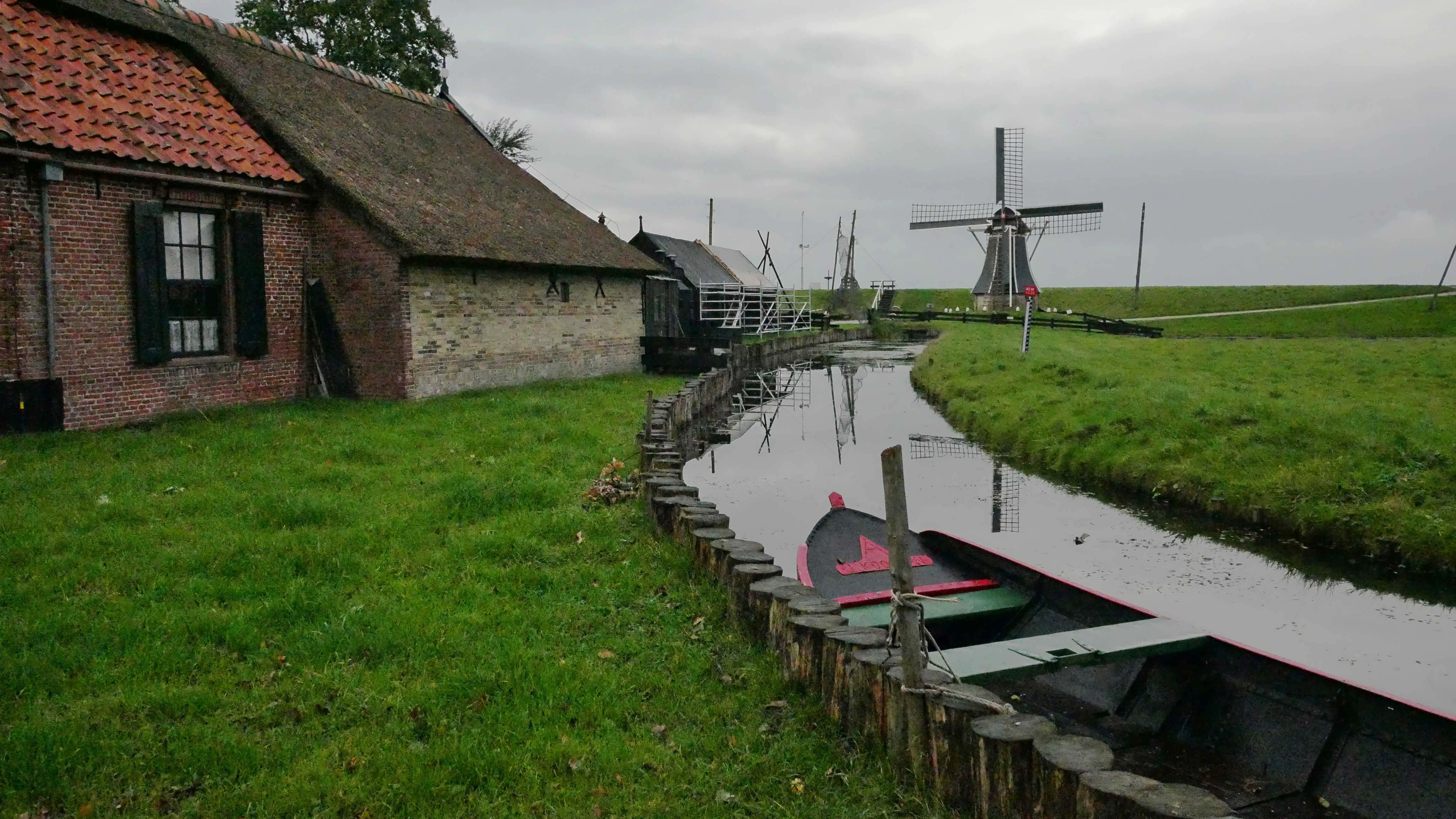
Polder mit Pump-Windmühle
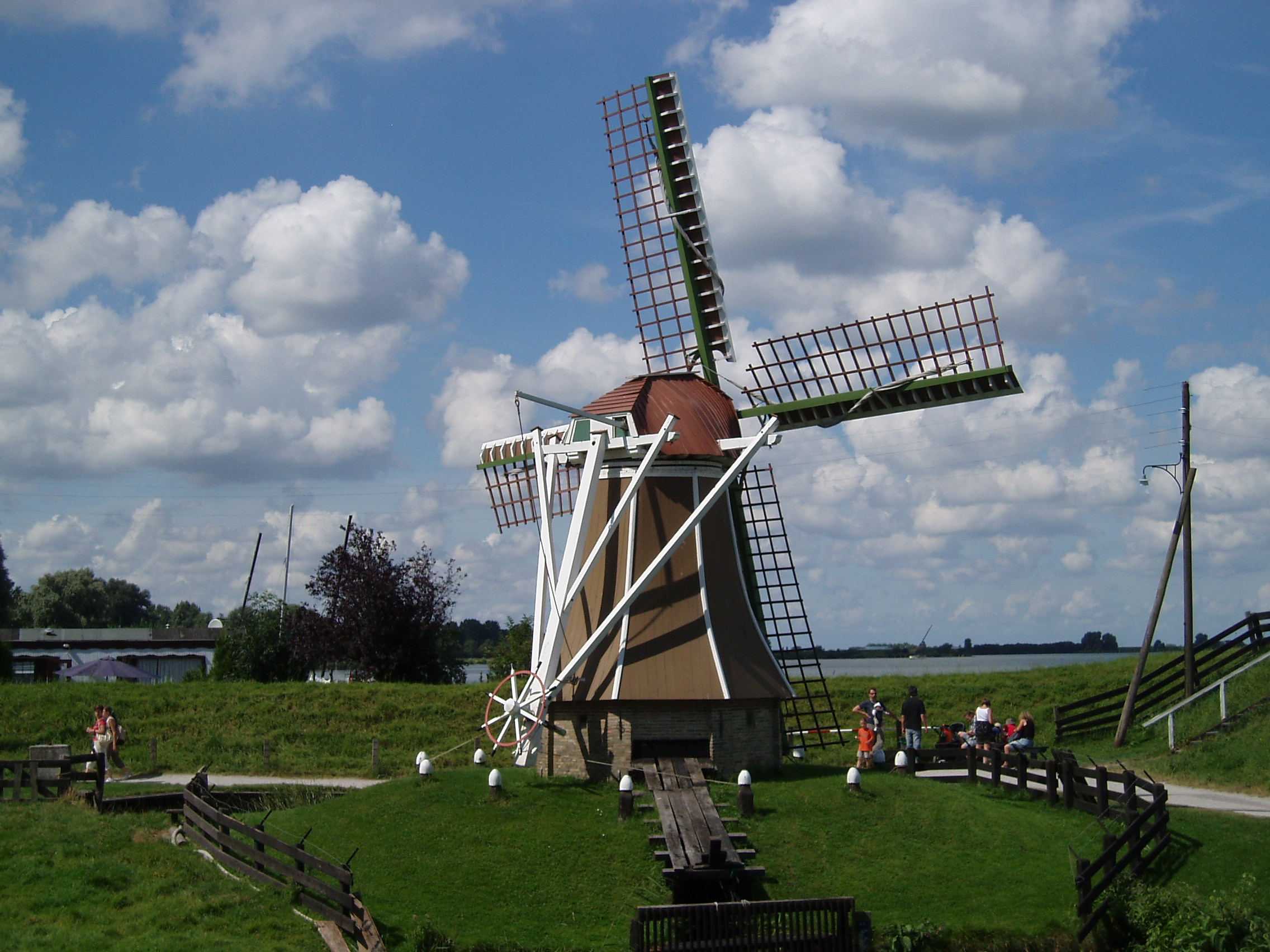
Entwässerungs-Windmühle
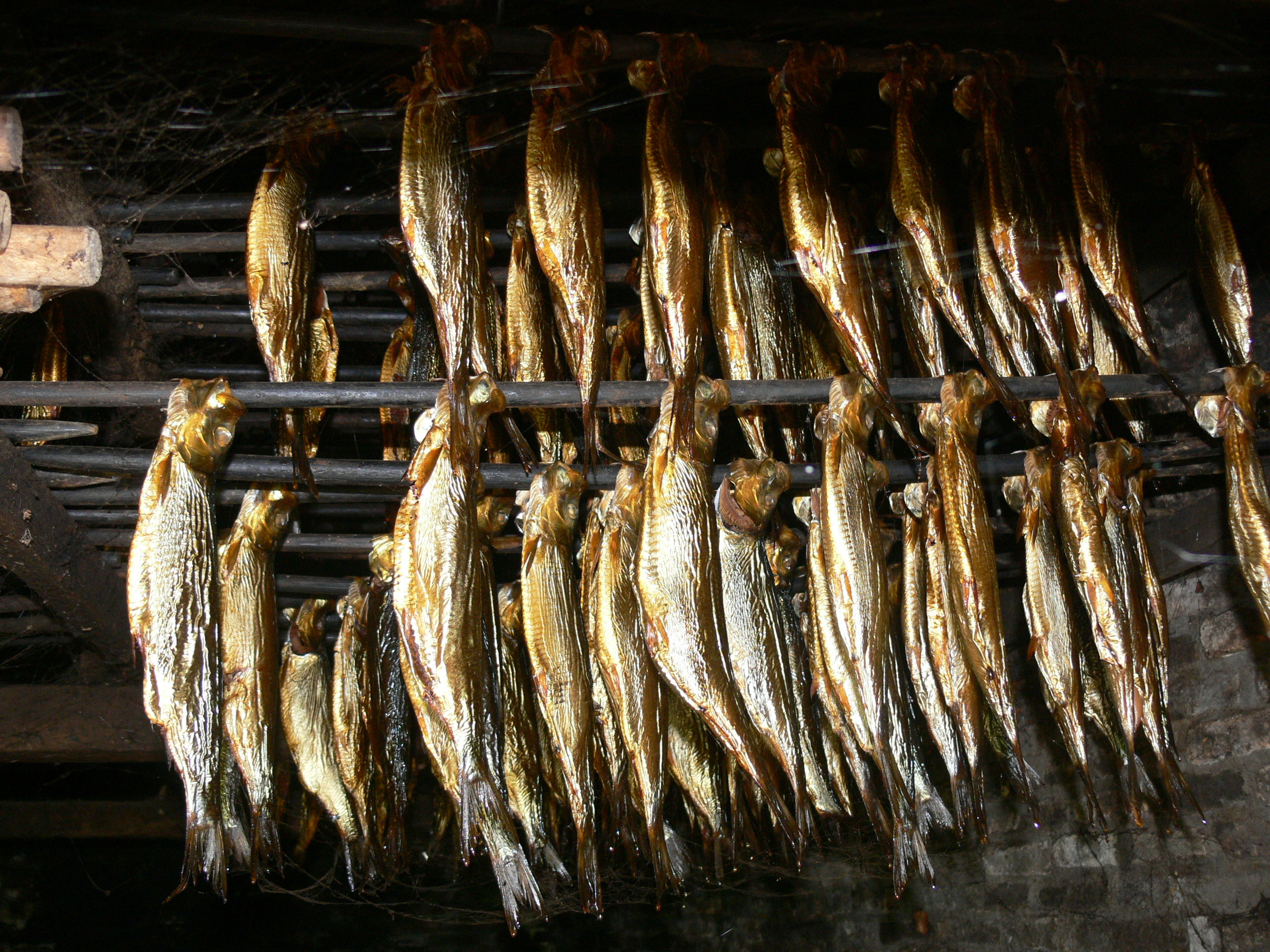
Geräucherte Heringe
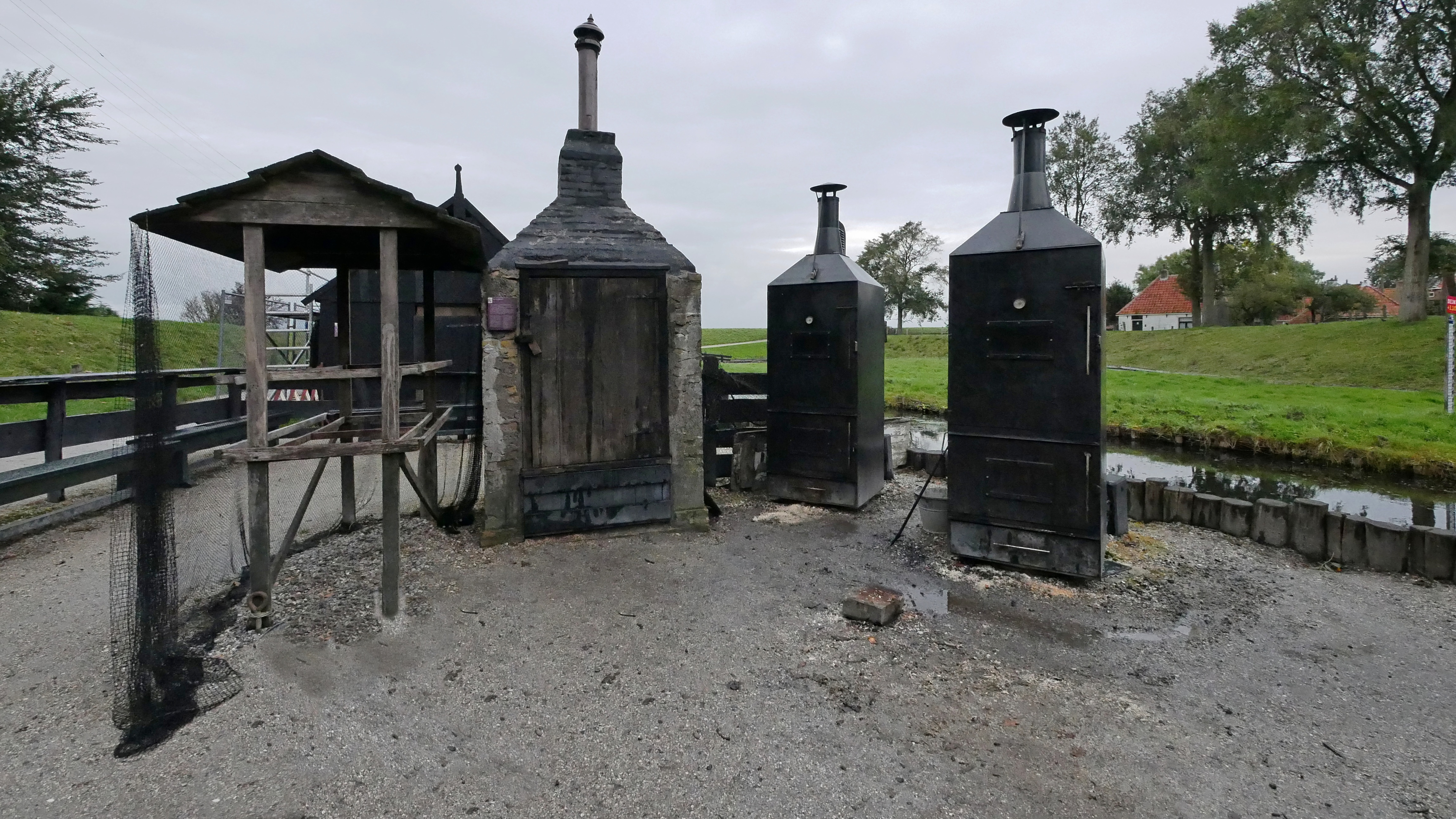
Fischräucherei

Auf der anderen Seite des Fischerdorfs steht ein großer Kalkbrennofen. In diesen Öfen wurden Muschelschalen zusammen mit Steinkohle oder Torf zu ungelöschtem Kalk gebrannt. Nachdem die Muschelschalen verbrannt waren, wurde der Kalk zum Löschhaus neben den großen Schornsteinen gebracht und mit Meerwasser gelöscht. Der Kalk wurde vor allem zur Herstellung von Mörtel und damit für die Herstellung von Zement verwendet. Aufgrund der Verfügbarkeit der Rohstoffe Muscheln und Wasser wurde diese Öfen meist nahe der Küste gebaut.
Neben dem Brennofen befindet sich ein Wasserspielplatz für Kinder.

## Besonderheiten
Zumindest in der Saison nehmen überwiegend ehrenamtliche Museumsmitarbeiter in den Gebäuden die Rollen der Dorfbewohner ein. So kann man Handwerkern wie Seilmachern, Schmieden, Holzschuhmachern bei ihrer Arbeit zusehen. Auch die Arbeit in der Bäckerei, der Käserei, der Fischräucherei und von Hausfrauen beim Aufhängen von Wäsche kann live beobachtet werden. 

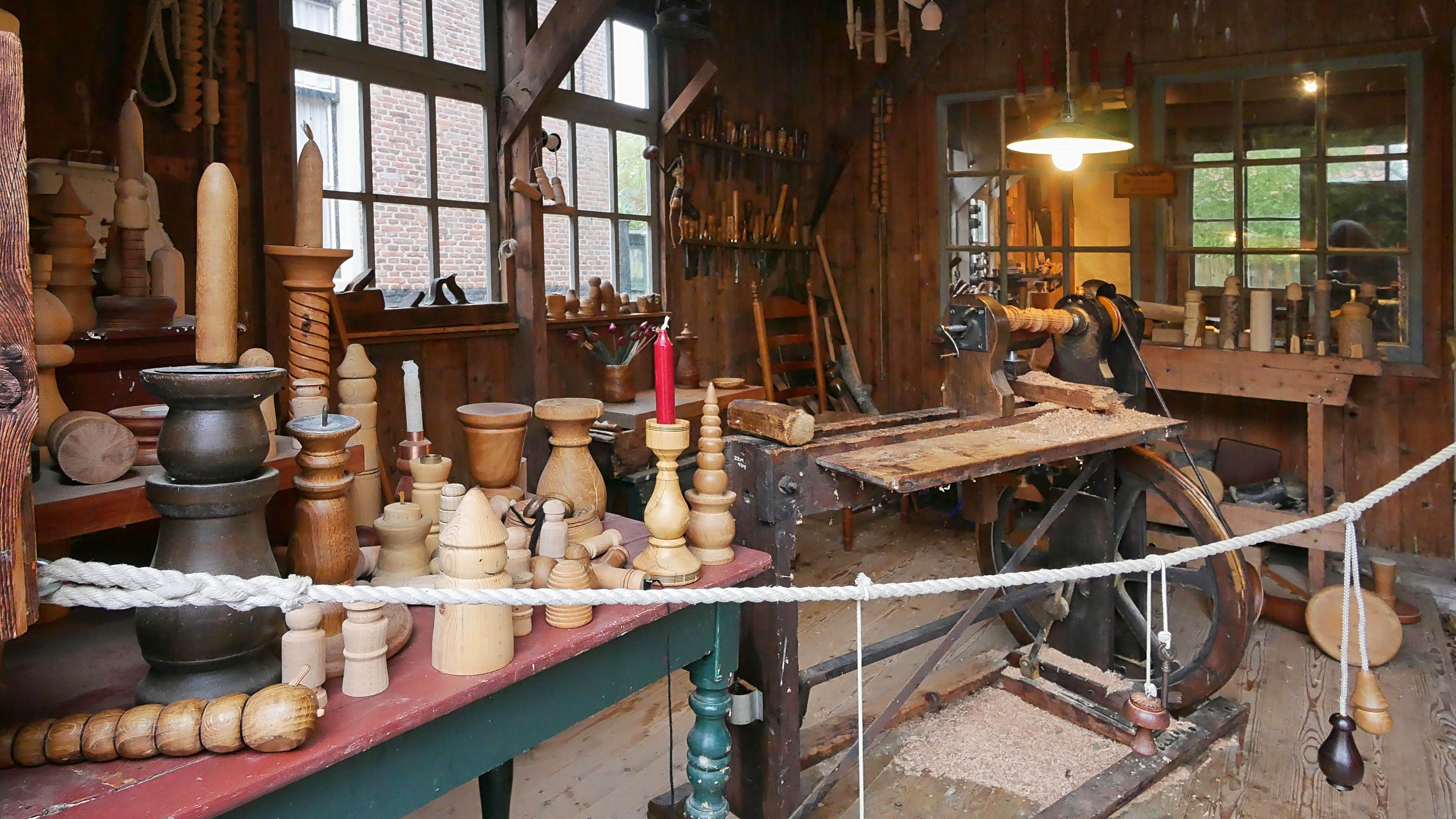
Drechsler
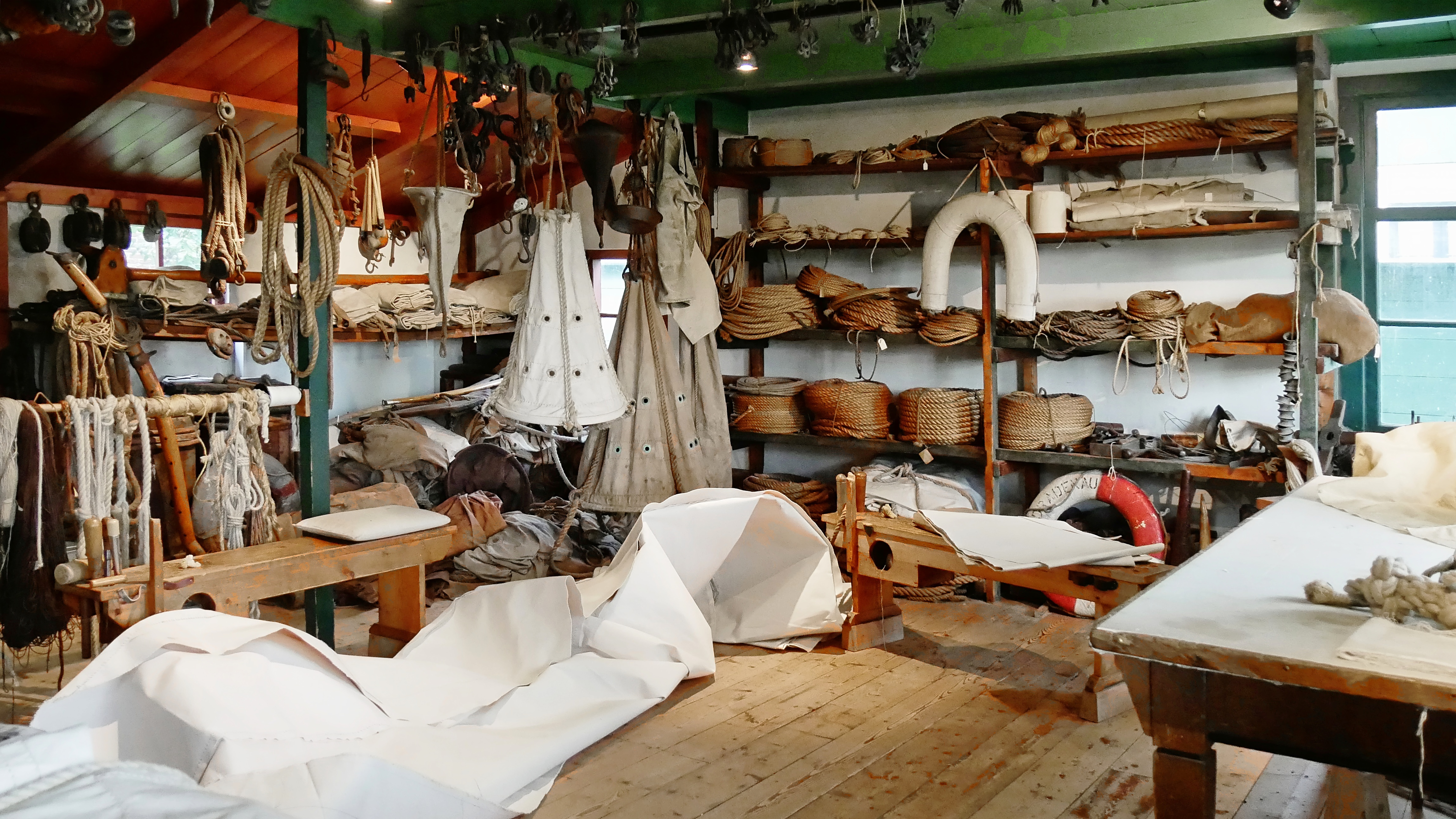
Segelmacher
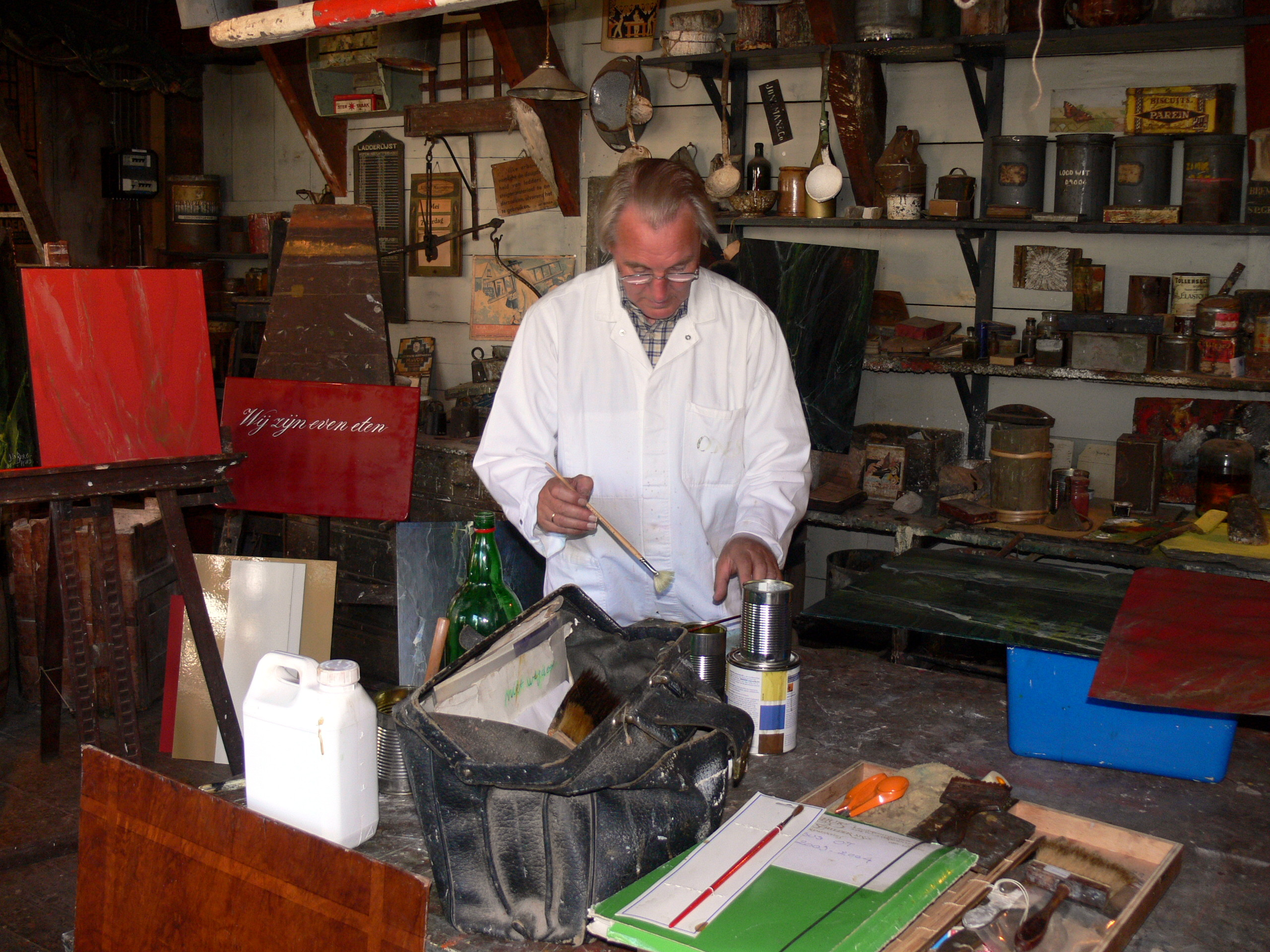
Maler
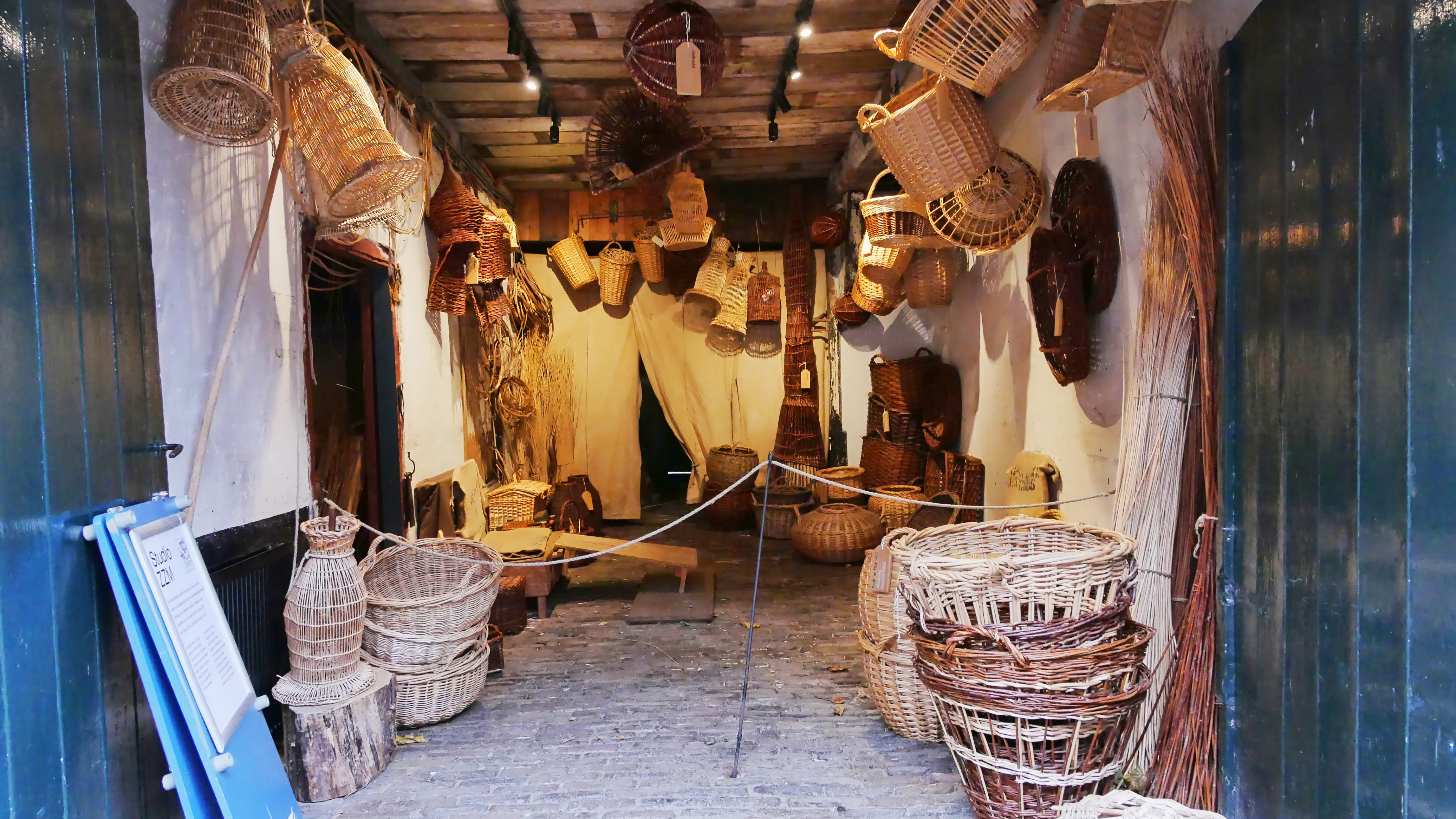
Korbflechter
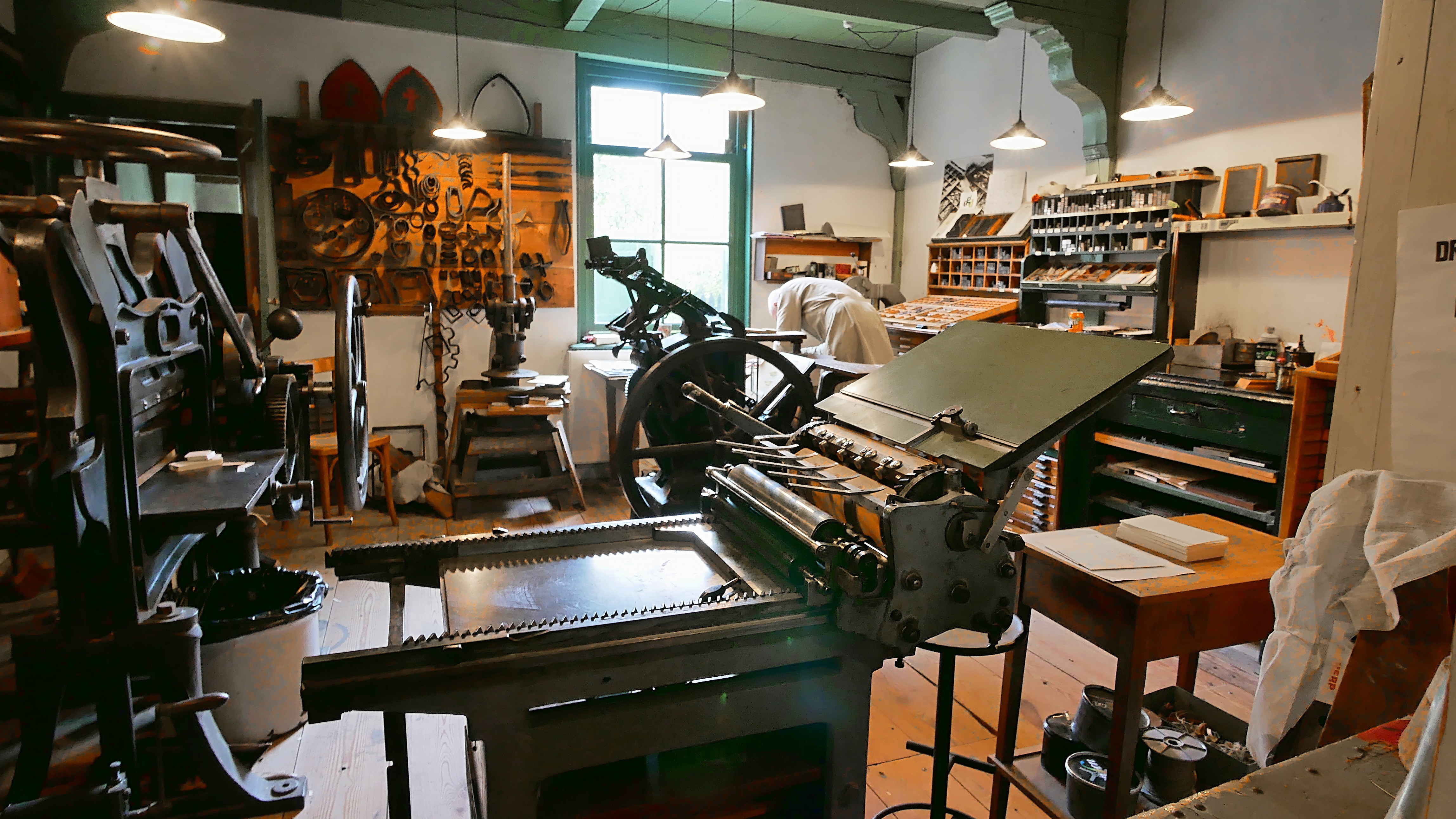
Drucker
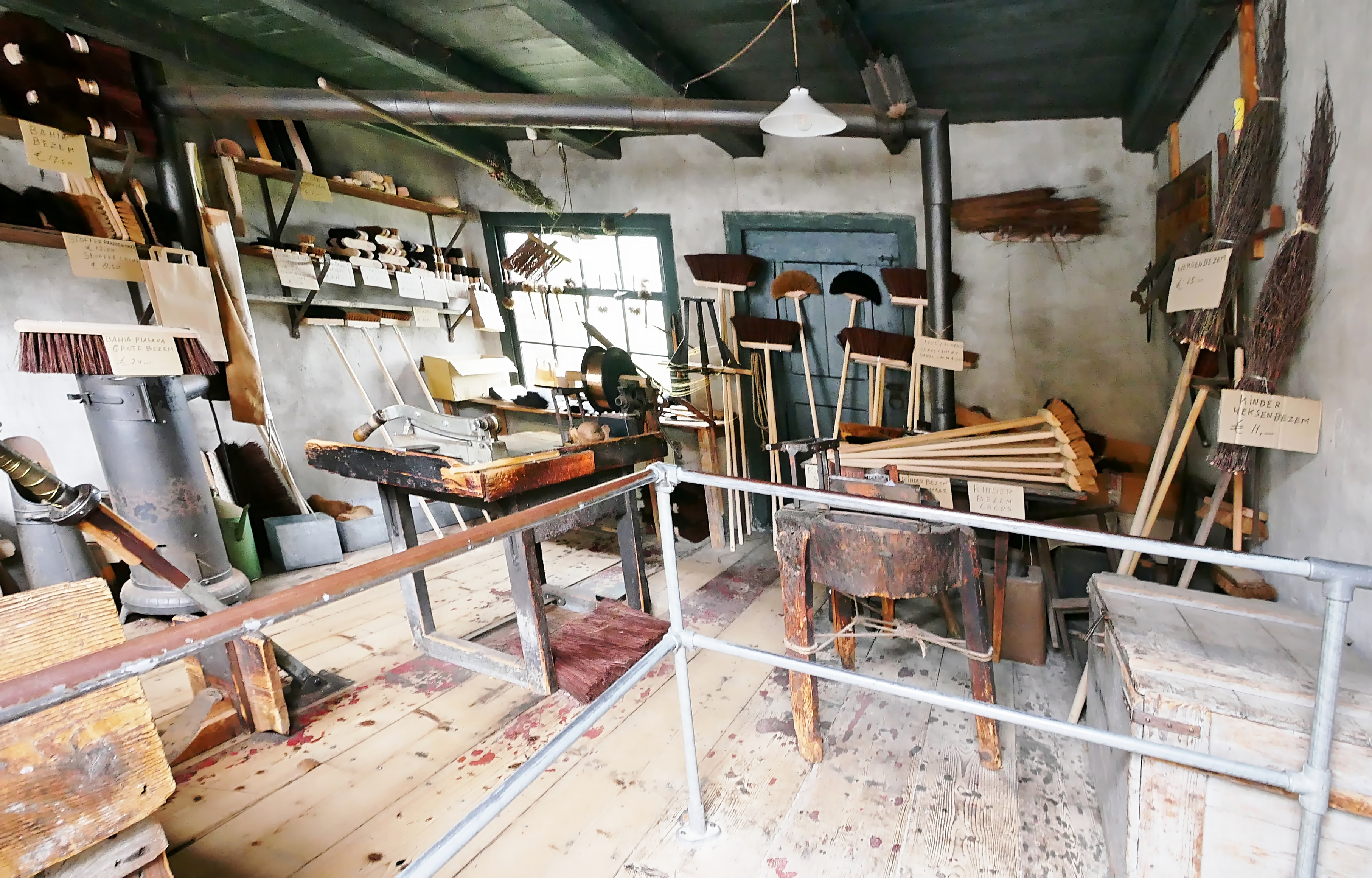
Besenbinder
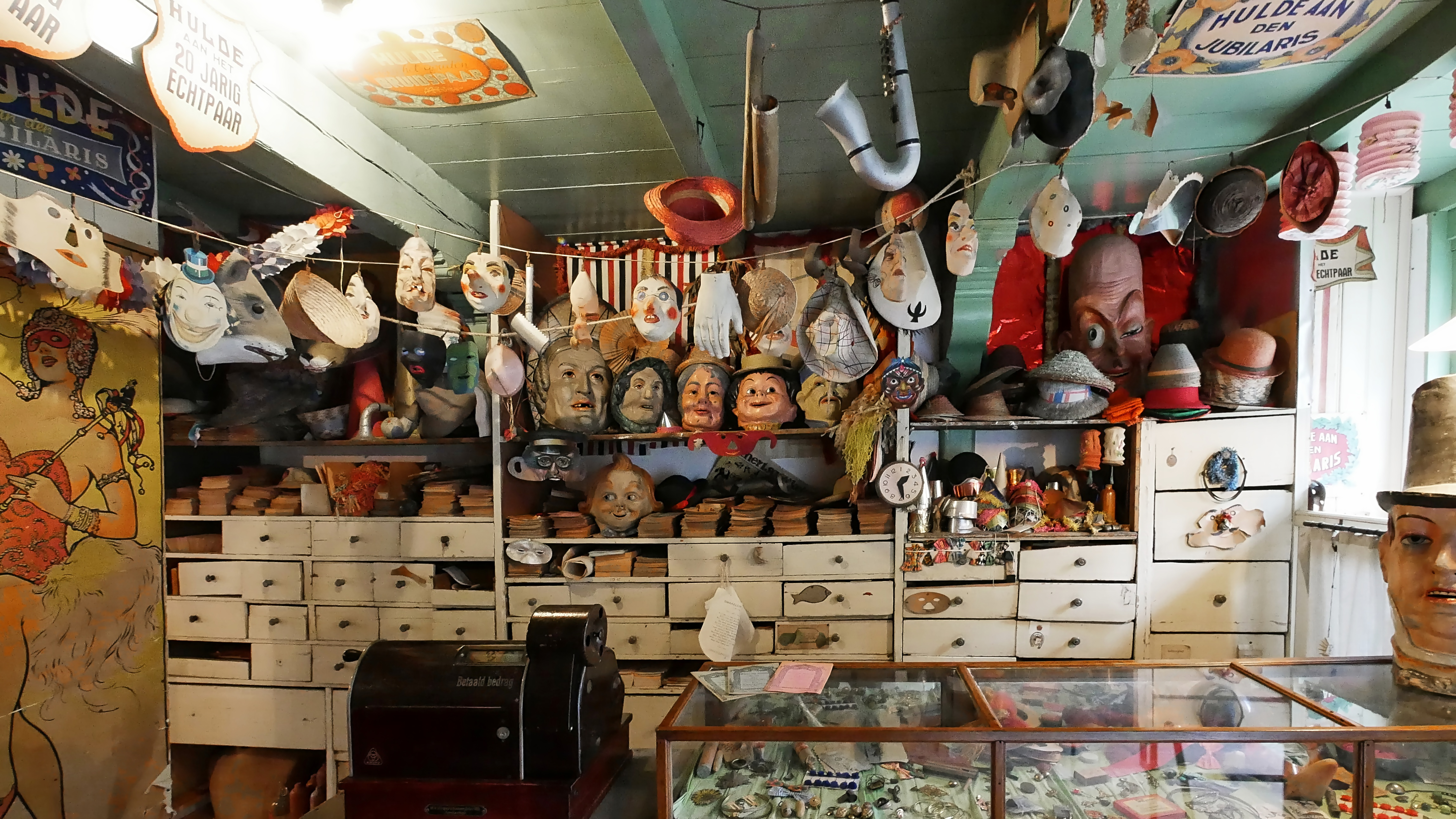
Maskenmacher
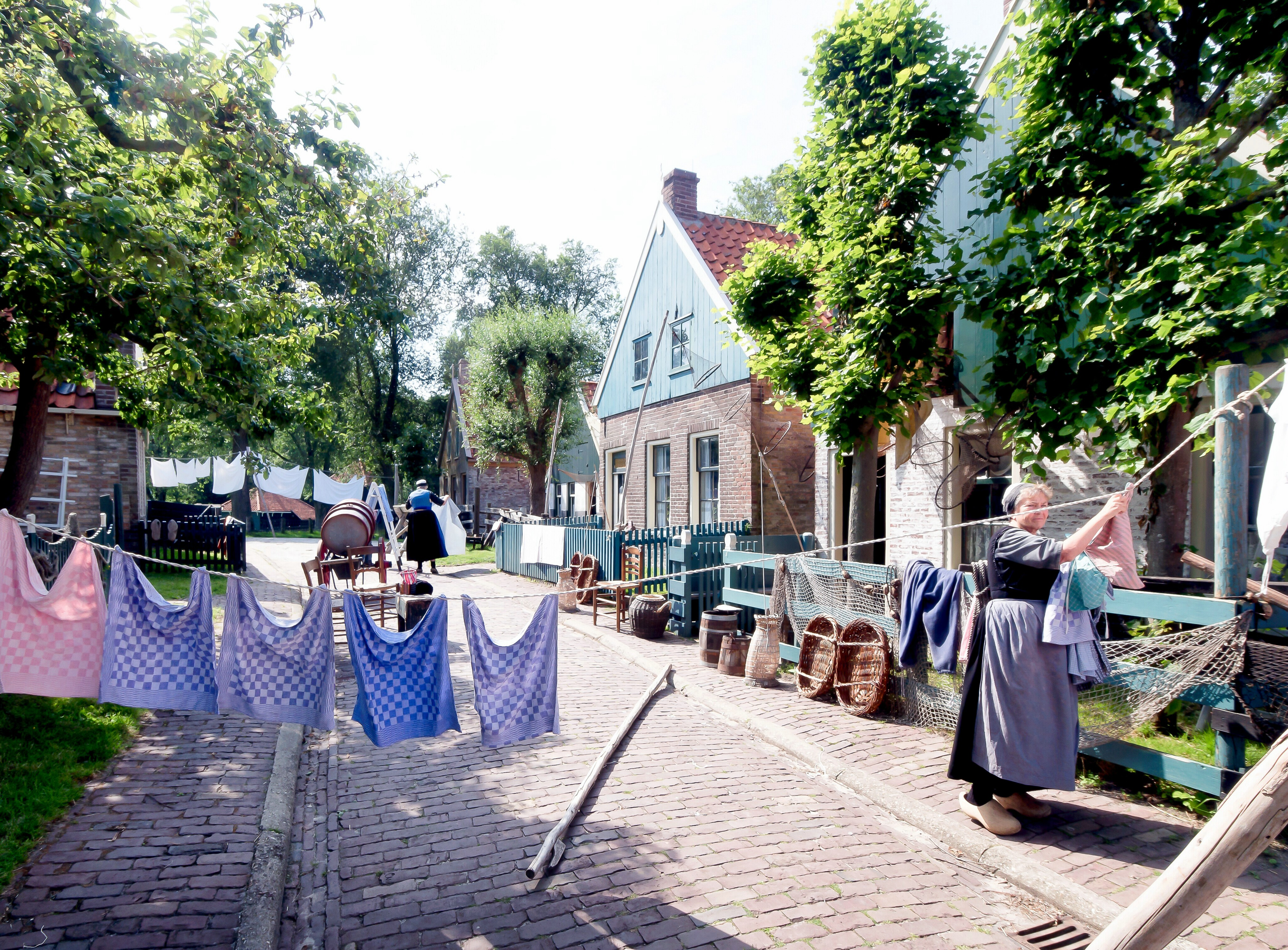
Hausfrauen

Im Umfeld der kohlebetriebenen Dampf-Wäscherei kann der Prozess der Automatisierung und Rationalisierung der Säuberung und Trocknung von Schmutzwäsche nachvollzogen werden.

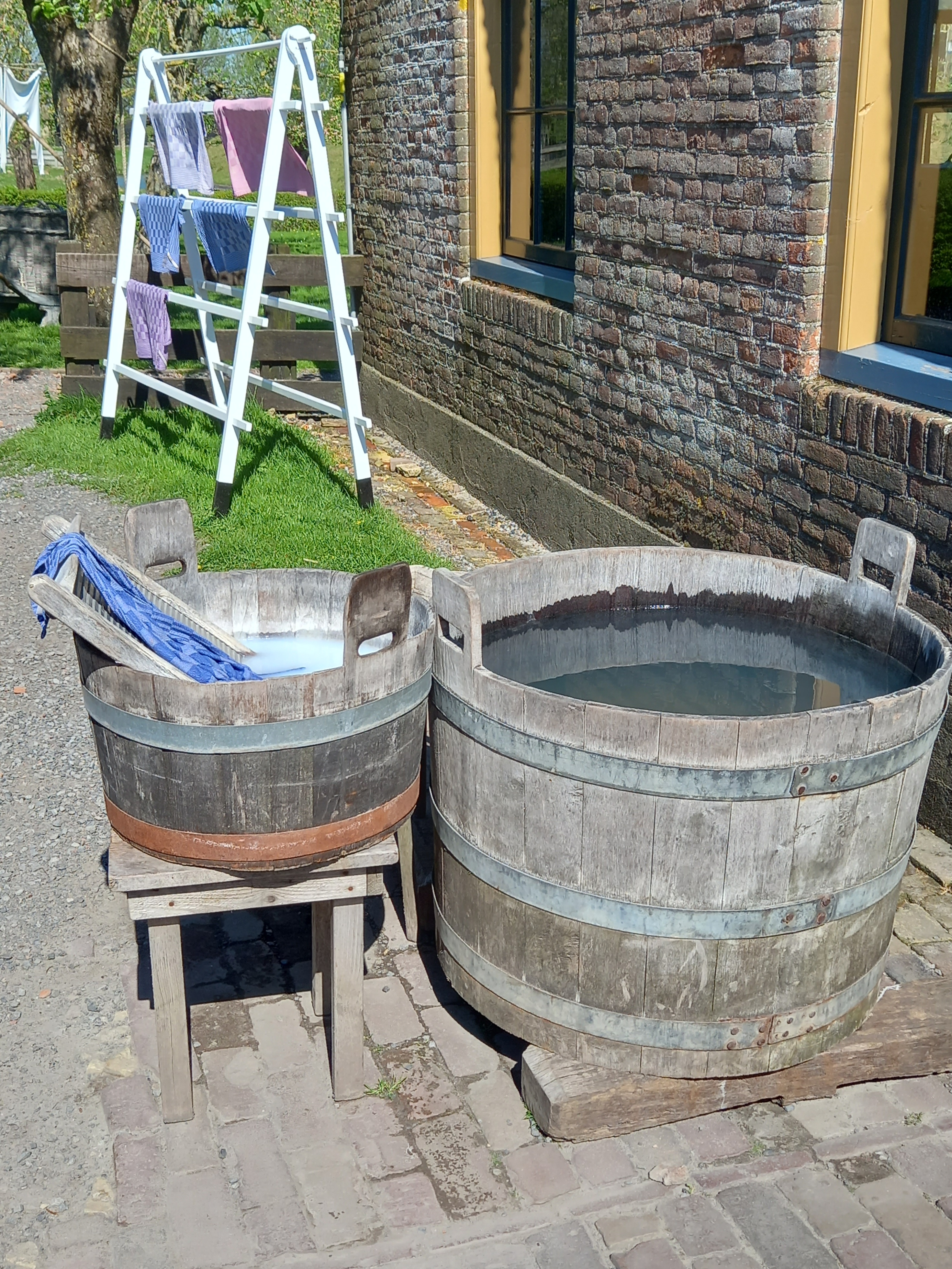
Traditionelle Form des Umgangs mit Schmutzwäsche
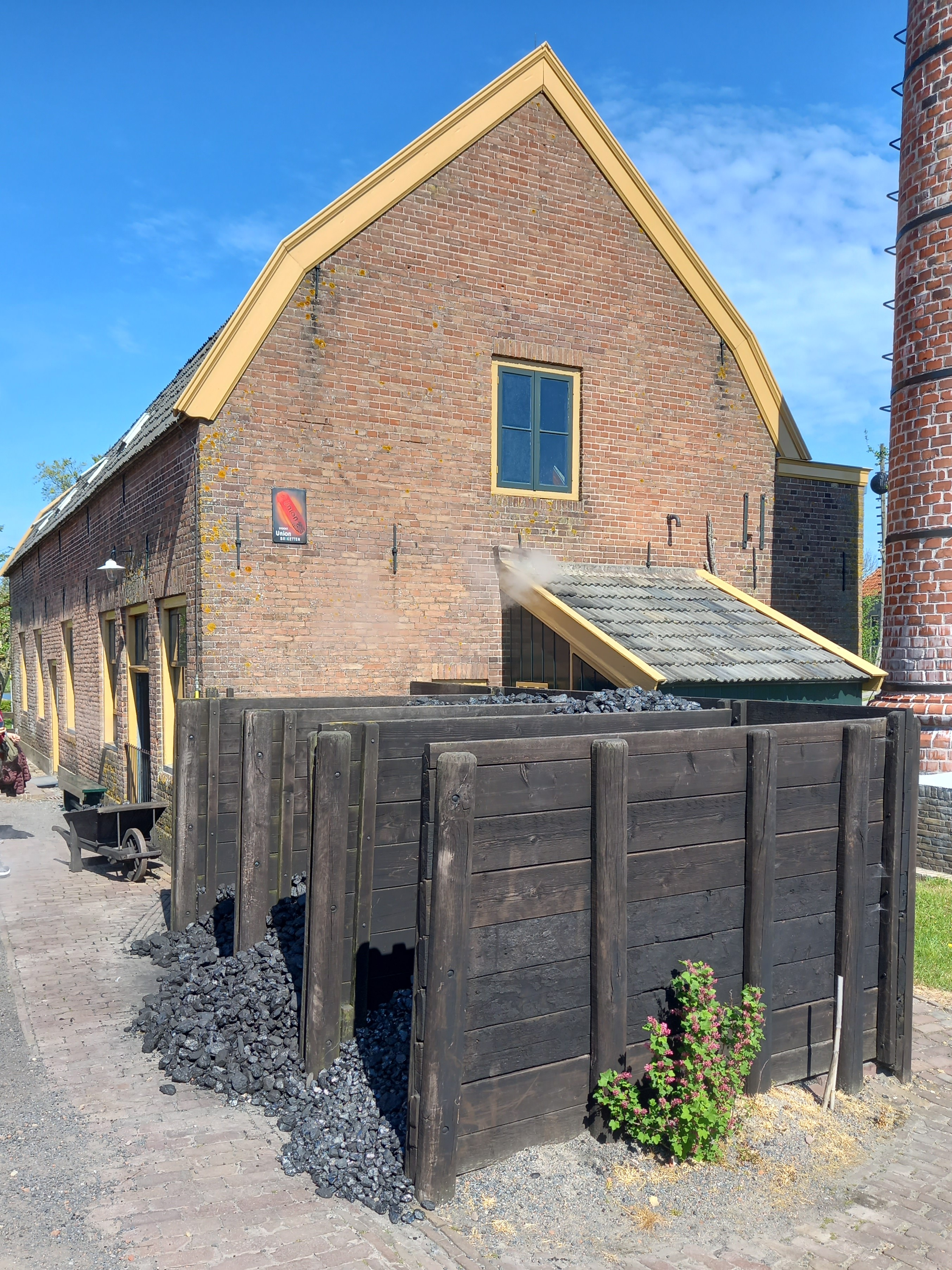
Kohlevorrat für die Dampf-Wäscherei
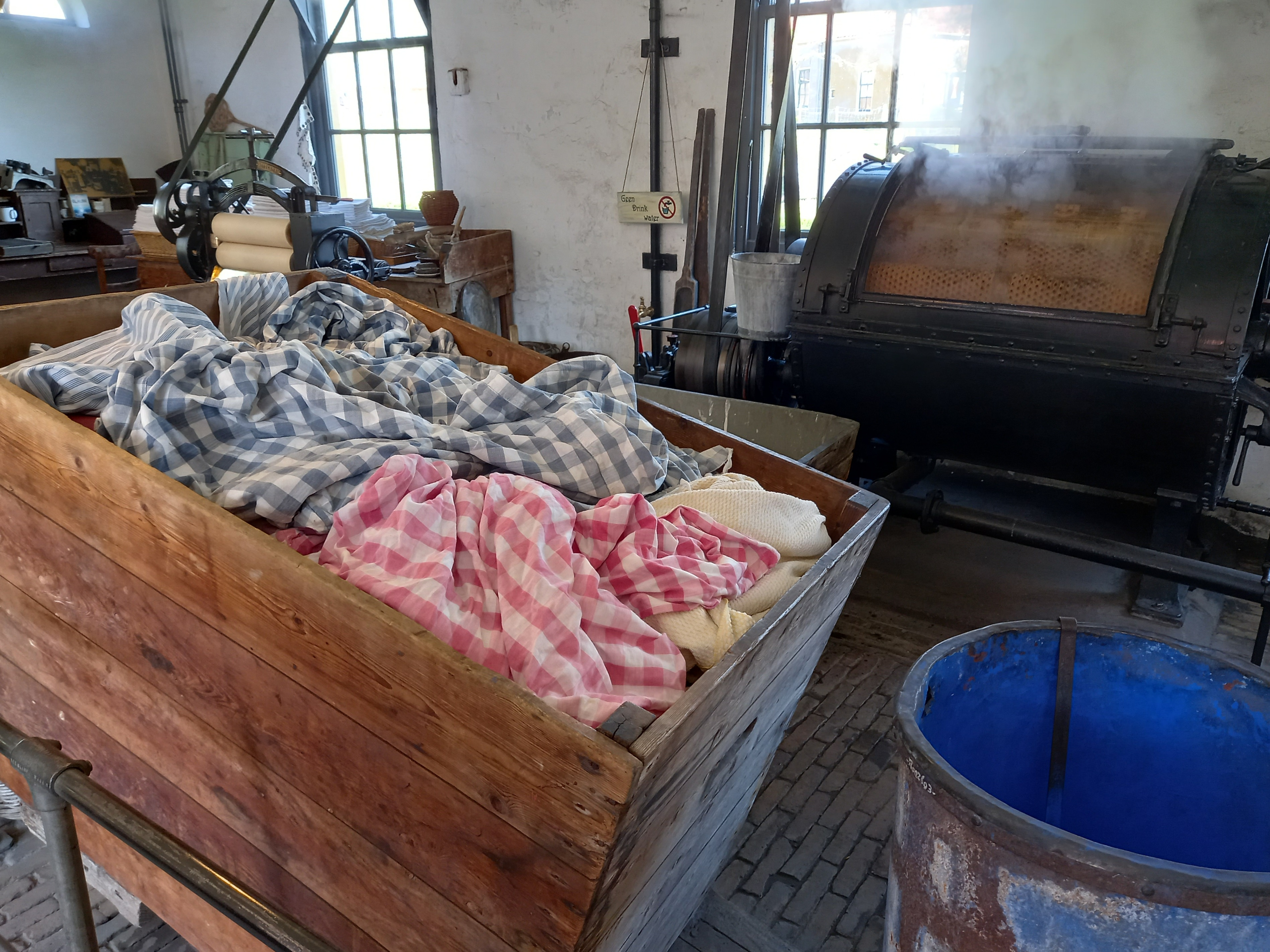
Frühe Rationalisierung der Wäschebearbeitung
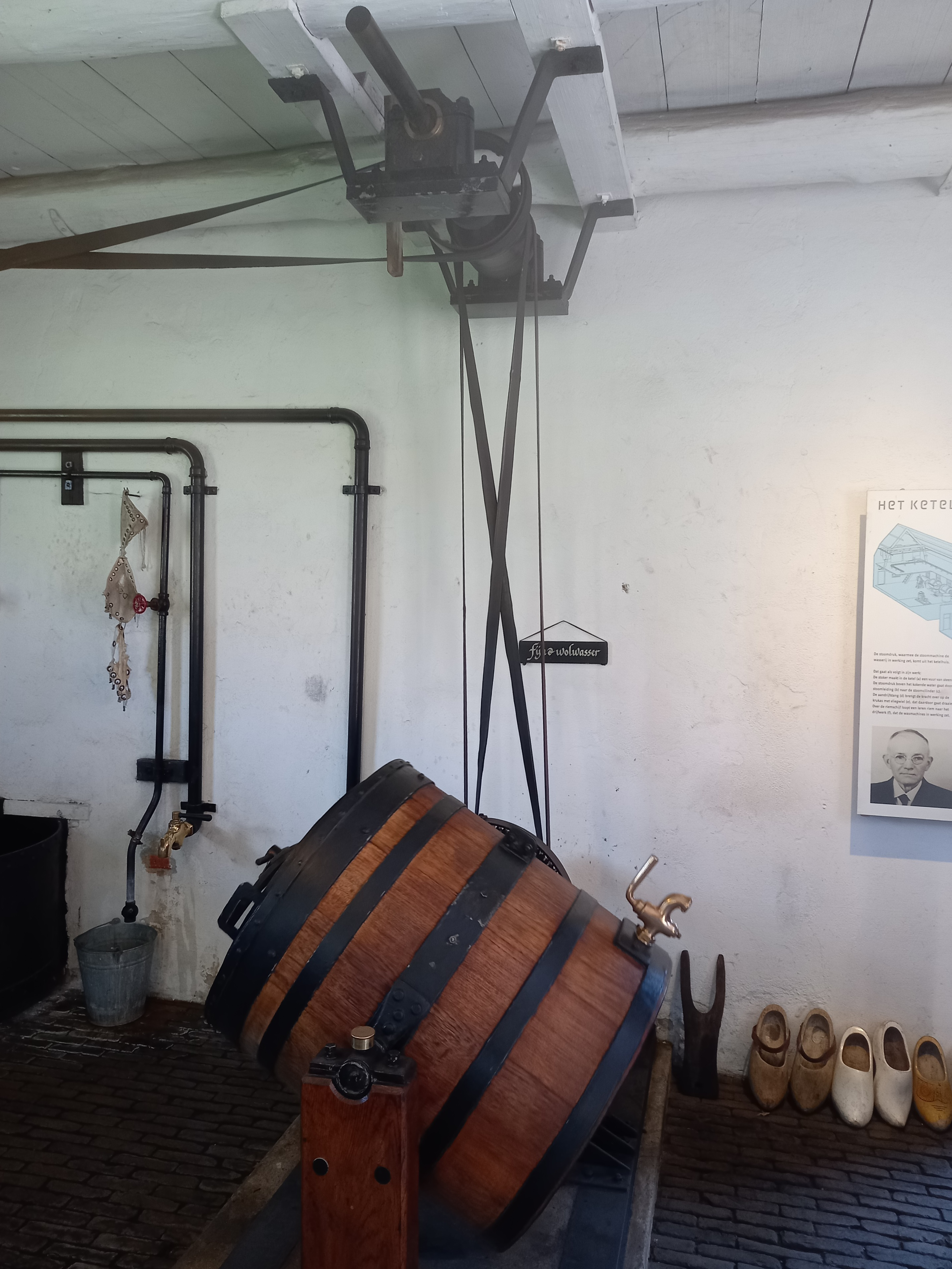
Schwenkbare hölzerne Waschmaschine

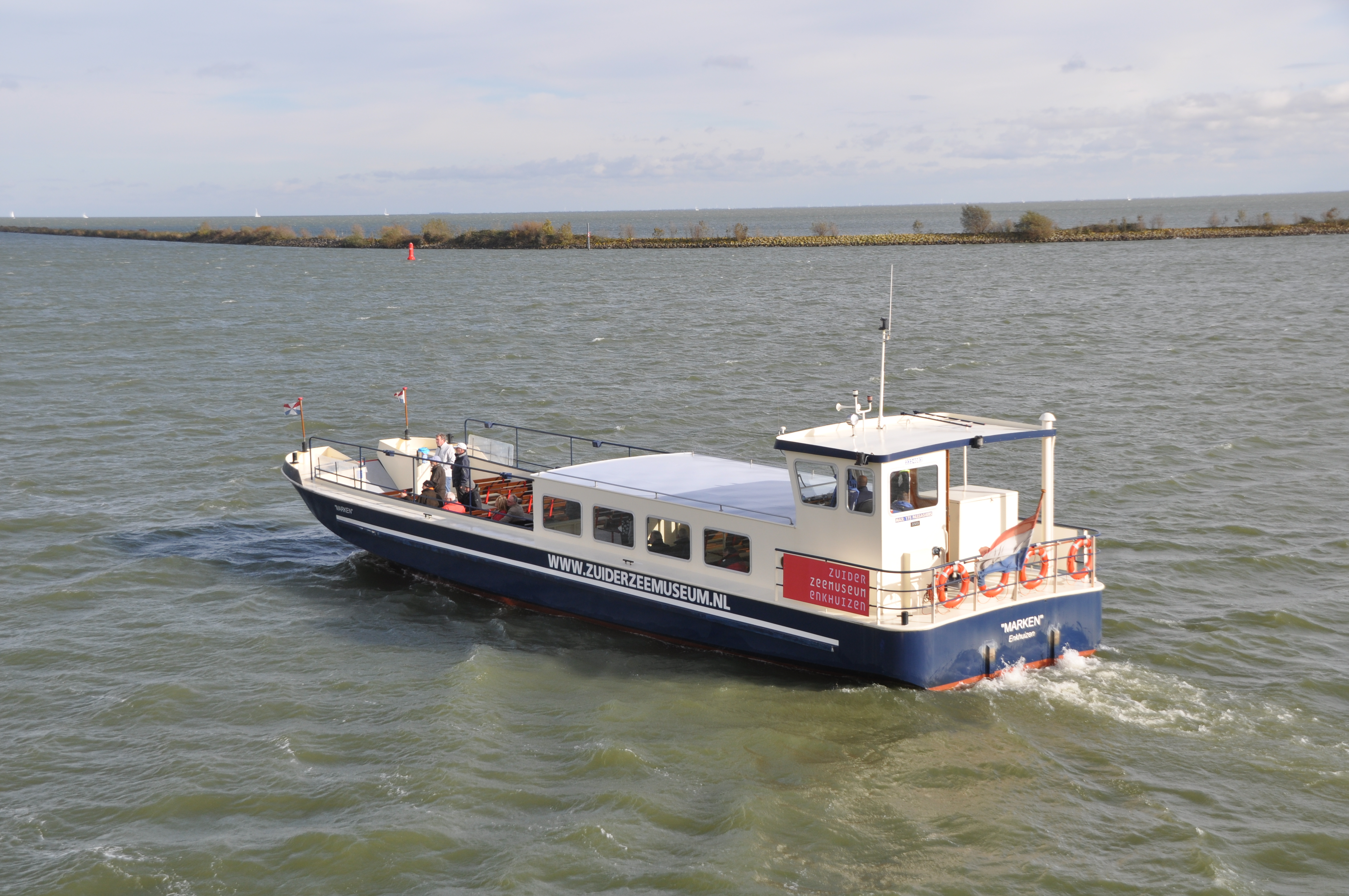
Fähre vom Parkplatz zum Museum

Im Gegensatz zu den meisten Freilichtmuseen dürfen Hunde nicht in das Freigelände mitgenommen werden.
Da im Umfeld des Museums nahezu keine Parkplätze verfügbar sind, werden Besucher von einem Parkplatz außerhalb der Stadt und vom Enkhuizener Bahnhof mit einer Fähre in das Museum gebracht (Fahrzeit ca. 15 Minuten). Diese Fähre ist wie ein großer Teil des Museums barrierefrei und problemlos mit dem Rollstuhl benutzbar.

## Neuere Konzeptionen
Im Jahr 2025 konnte den Museumsbesuchern die zuvor renovierte Hafenanlage präsentiert werden. Laut dem niederländischen Wochenmagazin Schuttevaer (für die „Rhein- und Binnenfahrt, Küsten- und Seefahrt, Fischerei, Offshore, Schiffsbau, Erholungs- und Charterfahrt“) werden im Rahmen eines überarbeiteten Museumskonzeptes auch „die Frauen [gezeigt,] die selbst am Ruder von Schiffen standen.“ Diese Frauen seien lange kaum sichtbar gewesen.